# اندیس چاه حامد
چاه حامد یک اندیس فلزی است که در حوالی شهر خورس استان سمنان قرار دارد و مادهٔ معدنی موجود در آن، مس است.سنگ میزبان این اندیس تراکی اندزیت تاپیروکسن اندزیت است  